# Euclydes Barbosa
Euclydes Barbosa, mais conhecido como Jaú (São Paulo, 17 de dezembro de 1909 — São Paulo, 26 de fevereiro de 1988), foi um futebolista brasileiro, que atuava como zagueiro.
Ganhou o apelido de Jaú, nome do primeiro hidroavião brasileiro a fazer a travessia do Oceano Atlântico, por ter boa impulsão.

## Carreira
Estreou no Corinthians em 22 de maio de 1932, na vitória sobre o Atlético Santista por 5 a 1, em partida válida pelo Campeonato Paulista de 1932, realizada na Fazendinha. Naquele ano, virou notícia nacional ao recusar uma oferta de suborno em um jogo contra o Palmeiras, mas mesmo assim ficou com a pecha de vendido até sair do clube. Ficou no Timão até o início de 1938, sendo sua última das 145 partidas pelo clube realizada em 6 de fevereiro. Pelo clube, foi Campeão Paulista de 1937, o primeiro título profissional da história do clube.
Foi um dos titulares na posição pela Seleção Brasileira na Copa do Mundo de 1938, fazendo, ao todo, dez jogos pela seleção, sem ter marcado nenhum gol.
Também defendeu o Scarpo-SP, Vasco, Madureira, Portuguesa-SP e Santos.
Ao encerrar a carreira de jogador, Jaú tornou-se pai de santo.

## Títulos
Corinthians
- Campeonato Paulista: 1937[1]
- Torneio Início Paulista: 1936 e 1938
- Taça Cidade de Salvador: 1936

Vasco da Gama
- Torneio Internacional Luiz Aranha: 1940
- Torneio Início do Rio de Janeiro: 1942

Portuguesa de Desportos
- Torneio Imprensa de 1943

Santos
- Taça Santa Casa de Ribeirão Preto: 1944

Seleção Paulista
- Campeonato Brasileiro de Seleções Estaduais: 1934 e 1936